# Oberdiendorf
Oberdiendorf ist ein Gemeindeteil der Stadt Hauzenberg im niederbayerischen Landkreis Passau. Bis 1972 bildete es eine selbstständige Gemeinde.

## Lage
Das Kirchdorf Oberdiendorf liegt im Abteiland etwa drei Kilometer südwestlich von Hauzenberg.

## Geschichte
Im Jahre 1135 wurde Tiemindorf (Siedlung des Tiemo) erstmals urkundlich erwähnt, 1253 war die Schreibweise Tyemdorf, 1760 Diendorf und ist seit 1893 Oberdiendorf. Der Ort litt am Ungemach des Dreißigjährigen Krieges und besonders an der Pest, sodass 1649 nur noch zwei Höfe bewohnt waren.
Oberdiendorf bildete vor der Säkularisation eine Obmannschaft im Hochstift Passau. Der Ort war aufgeteilt unter die Ämter Hauzenberg und Kellberg des Landgerichtes Oberhaus. Die Gemeinde Oberdiendorf ging 1818 aus dem gleichnamigen Steuerdistrikt hervor und wurde bis 1851 von Thyrnau mitverwaltet.
Kirchlich gehörte Oberdiendorf ursprünglich zur Pfarrei Kellberg und ab 1785 zur Pfarrei Thyrnau. 1827 erhielt der Ort eine erste Kapelle und 1935 eine Schulkapelle zwischen Oberdiendorf und Redling. In den Jahren 1964 bis 1965 wurde die heutige Kirche St. Simon erbaut. Ab 1973 wurde Oberdiendorf als Filiale von der Pfarrei Hauzenberg betreut und 1975 dieser eingegliedert.
Am 15. November 1904 fand die Einweihung der Bahnstrecke Passau-Voglau–Hauzenberg statt, an der sich der Haltepunkt Oberdiendorf befand. 1919 kam nach Oberdiendorf das elektrische Licht. Seit 1932 gibt es einen öffentlichen Fernsprechanschluss. Eine eigene Poststelle bestand von 1957 bis 1981.
Das 1910/11 erbaute Schulhaus wurde später mehrmals umgebaut und vergrößert und beherbergte bis 1959 auch die Volksfortbildungsschule, eine landwirtschaftliche Berufsschule. Im Zuge der Neuorganisation des Volksschulwesens wurden nach und nach alle Jahrgänge der Mittelschule in Hauzenberg eingegliedert. Seit 1976 sind im ehemaligen Schulhaus von Oberdiendorf der Kindergarten, die Musikschule und der Altenclub untergebracht. Die Grundschüler werden in Haag und Wolkar unterrichtet.
Oberdiendorf war viele Jahrhunderte eine rein bäuerliche Siedlung. Einen besonderen Fortschritt stellte der Ausbau der Ortsdurchfahrt von Oberdiendorf 1967/1968 mit gleichzeitigem Einbau einer Kanalisation und der beidseitigen besseren Anbindung an die Staatsstraße Passau-Hauzenberg dar, da nun auch alle Linien- und Schichtarbeiterbusse den Ort anfahren konnten. 1969 nahm Oberdiendorf am Bundeswettbewerb Unser Dorf soll schöner werden teil. Es wurde Landkreis- und Bezirkssieger und erhielt auf Landesebene eine Gold- und auf Bundesebene eine Silbermedaille.
Zur Gemeinde Oberdiendorf gehörten die Ortsteile Inneröd, Lieblmühl, Niederkümmering, Oberdiendorf, Oberholz, Perling und Redling. Im Zuge der Gebietsreform wurde zunächst ein Anschluss an Thyrnau in Erwägung gezogen. Mit einer Mehrheit von 70 % der Stimmen entschied sich die Bevölkerung in einer schriftlichen Abstimmung jedoch für einen Anschluss an den Markt Hauzenberg. Dieser wurde am 1. Juli 1972 vollzogen. Oberdiendorf stellte mit Josef Greschniok, einem Heimatvertriebenen aus Schlesien, den 1. Bürgermeister der neu gebildeten und nun wesentlich größeren Marktgemeinde (seit 1978 Stadt) Hauzenberg.

## Sehenswürdigkeiten
- Filialkirche St. Simon. Sie wurde in den Jahren 1964 bis 1965 von Architekt Hans Beckers errichtet. Die Ausstattung stammt von Wolf Hirtreiter und N. Beckers.

## Bildung und Erziehung
- Kindergarten St. Anna. Er entstand 1976 im ehemaligen Schulhaus.

## Vereine
- Altenclub Oberdiendorf (gegründet 1974)
- Freiwillige Feuerwehr Oberdiendorf. Sie wurde 1895 gegründet.
- Katholischer Frauenbund Oberdiendorf (gegründet 1977)
- Soldaten- und Kriegerverein Oberdiendorf (gegründet 1952)
- SPD-Ortsverein Oberdiendorf
- Sternschützen Oberdiendorf (gegründet 1960)
- TSV DJK Oberdiendorf 1959 e.V.
- Verein für Gartenbau und Landespflege Oberdiendorf (gegründet 1969)
- EC Lieblmühle (gegründet 1986)
- 1995 haben sich sechs Bürger zum Arbeitskreis Dorfgeschichte Oberdiendorf zusammengetan.